# Маслова, Елена Владимировна
Елена Владимировна Маслова (род. 21 октября 1976, Петровск, Саратовская область) — российская биатлонистка, трёхкратная чемпионка зимней Универсиады (1997), участница чемпионата Европы, призёр чемпионата России по биатлону. Неоднократная чемпионка Ирландии по триатлону. Мастер спорта России международного класса.

## Биография
Начала заниматься спортом в семилетнем возрасте в родном Петровске, первый тренер — Виктор Григорьевич Ханжин. В младших возрастах становилась победительницей и призёром соревнований национального и регионального уровня по лыжным гонкам и биатлону. На взрослом уровне представляла Санкт-Петербург и Тюмень, тренеры (в Санкт-Петербурге) — Рэмуальд Минович Забалуев и Елена Николаевна Шенина.
В 1997 году на зимней Универсиаде в корейском Муджу стала абсолютной победительницей, завоевав золотые медали в спринте, индивидуальной гонке и эстафете.
Выступала на трёх чемпионатах Европы (1998, 2000, 2001), но не поднималась в личных видах выше 18-го места.
На уровне чемпионата России становилась бронзовым призёром в 2001 году в командной гонке, серебряным призёром в 2002 году в спринте и гонке патрулей.
В 2004 году переехала в Ирландию, где стала заниматься триатлоном. Четыре года подряд (2007—2010) становилась победительницей чемпионата Ирландии по триатлону, в том числе в 2010 году — в трёх дисциплинах. После окончания карьеры работает тренером юношеской сборной Ирландии по триатлону.